# Amar en silencio
«Amar en silencio» es una canción del artista chileno Pedropiedra. Es el primer sencillo de su quinto disco Aló!.

## Producción
Escrito por Pedropiedra, narra en el ambiente de una misa, un cuento de amor juvenil. Su estilo pasa por el pop y el hip hop, este último estilo demostrado con anterioridad en su tema Rayito/Olita y su participación en bandas como Hermanos Brothers y CHC. En la letra, mezcla experiencias de la adolescencia del cantante y fantasías. Producido por Cristián Heyne, pertenece al grupo de canciones que éste le pidió componer a Pedro. Ambos con Fernando Herrera se encargaron de su grabación. Fue lanzado el 17 de mayo de 2019 como el primer sencillo de su quinto disco.

## Videoclip
Dirigido por Felipe Prado fue estrenado el 29 de mayo de 2019. El vídeo “adapta” la historia del tema.
Está grabado en un laboratorio dental, y con un equipo de baile y actuación, ´´En la canción suponemos que el protagonista sigue enamorado de esta persona con la cual nunca logró contactarse cuando era un niño, pero el contexto surreal del video da pie para dudar si esta historia realmente existió o si son alucinaciones producto de este extraño laboratorio´´afirma Felipe.

## Créditos

### Canción
Pedro Subercaseaux: Grabación.
Catalina Rojas: Coros.
Jorge Delaselva: Coros.
Cristián Heyne: Grabación.
Fernando Herrera: Grabación
Turra Medina: Mezcla, masterización. 

### Videoclip
Felipe Prado: Director, dirección de Arte, montaje y post
Diego Carrasco: Productor.
Sebastián Quiroz: Director de fotografía.
Javiera Reyes: Vestuario.
Camila Cuevas: Make Up.
Kevin Tapia: Eléctrico. 
Catering Zetayons: Catering.
Agradecimientos a Updental, Rodrigo Mateluna, Javiera Vera, Jorge Vera, Eduardo Muñoz, Patricio Carrasco, Jessy Echeverria y Sofía Garrido.

#### Actuación
Pedro Subercaseaux: Pedropiedra
Takahiro Motegi: Jefe
Mei Li: Bailarina.
Toshiro Murata: Científico uno.
Darius Zee: Científico dos.
Hakase-chan: Mascota.